# Anni perduti di Gesù

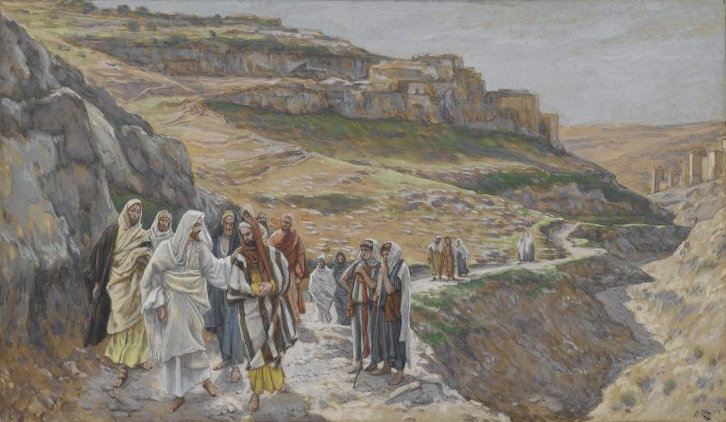
Gesù seguito dai discepoli, di James Tissot, 1890 ca.

Gli anni perduti di Gesù (detti anche gli anni silenziosi, gli anni sconosciuti o gli anni oscuri) generalmente si riferiscono al periodo che corre tra l'infanzia di Gesù e l'inizio del suo ministero come riportato nel Nuovo Testamento.
La frase "anni perduti di Gesù" non viene usata comunemente dalla letteratura accademica neotestamentaria: si presume infatti che Gesù abbia lavorato come falegname in Galilea prima dell'inizio della sua attività pubblica - o piuttosto come carpentiere, costruttore di mobili, di barche e di tetti perché il termine greco «tekton» significa più del «falegname» come lo intendiamo noi. L'espressione si trova invece usualmente nella letteratura esoterica, dove a volte si riferisce anche a possibili attività post-crocifissione.
Risalgono al tardo medioevo le leggende arturiane che narrano del viaggio del giovane Gesù in Bretagna, così come prive di valore storico sono inoltre altre ipotesi o suggestioni, proposte più recentemente, legate a viaggi in India: gli studi moderni hanno quasi unanimemente rifiutato questi riferimenti, considerati tendenziosi e comunque non utili all'indagine sul Gesù storico.

## La giovinezza di Gesù

### Nel Nuovo Testamento

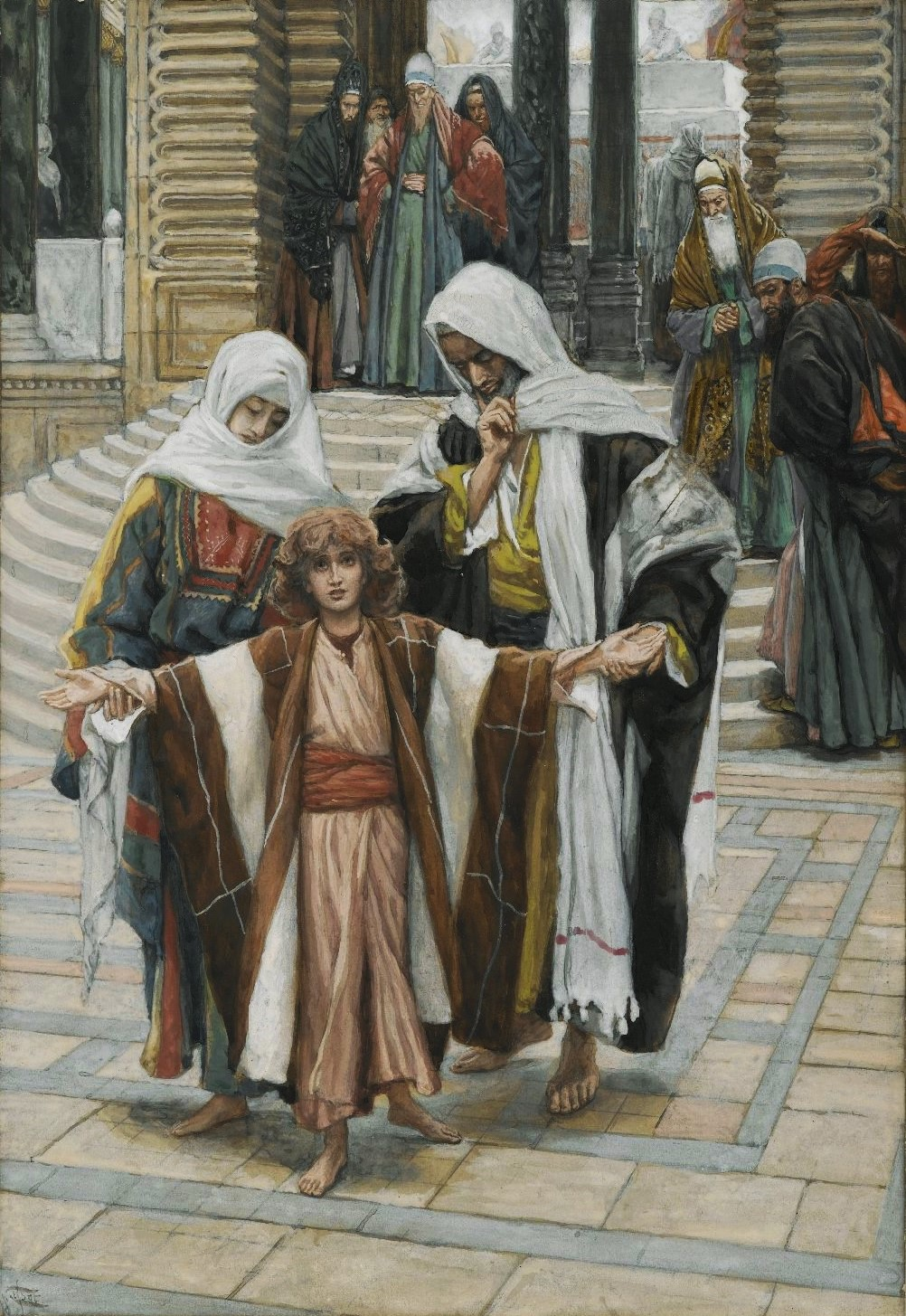
Raffigurazione di Gesù giovinetto nel Tempio, di James Tissot 1890 ca.

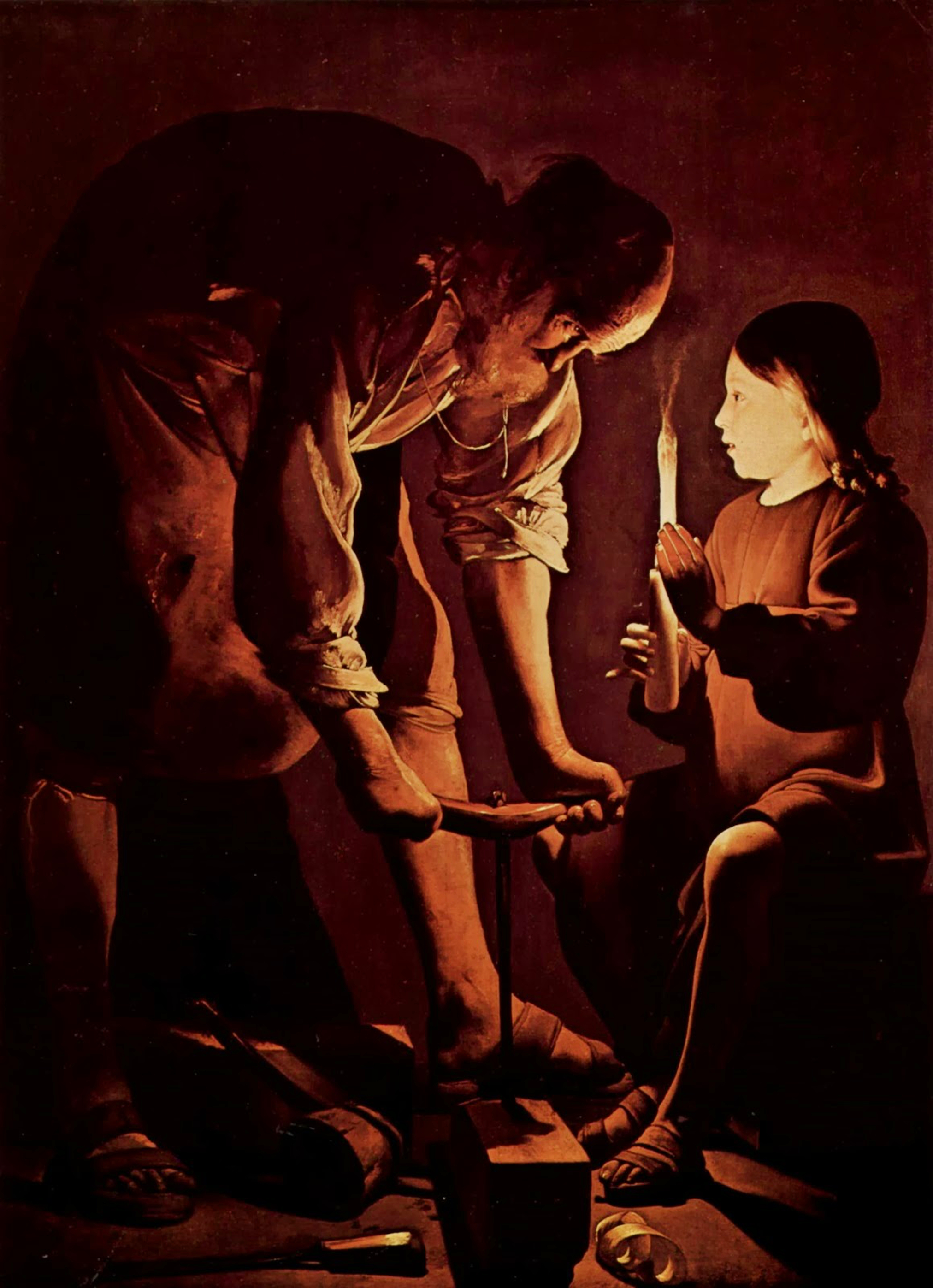
Gesù nella bottega di Giuseppe il Falegname, di Georges de La Tour, 1640 ca.

Il Nuovo Testamento si sofferma brevemente sull'infanzia di Gesù e sulla sua vita prima dell'inizio dell'attività pubblica. Il Vangelo secondo Luca racconta che dopo la presentazione di Gesù al Tempio di Gerusalemme la famiglia ritorna a Nazaret, "la loro città" (Lc2,39). In base a ciò si presume che Gesù condusse, prima della predicazione, una vita senza eventi di rilievo nel villaggio di Nazaret, inserito nel contesto giudaico del tempo, probabilmente lavorando come falegname (o, meglio, carpentiere).
Dopo l'episodio del ritrovamento al Tempio (Luca 2:42), a parte un breve cenno al fatto che dopo i 12 anni Gesù "cresceva in sapienza, età e grazia davanti a Dio e agli uomini" (Luca 2:52), il Nuovo Testamento non fornisce altri particolari in merito a questa fase della sua vita, che per circa 18 anni non è quindi coperta dalla narrazione degli evangelisti.
Le età di 12 e 30 anni hanno un certo significato nel Giudaismo del Secondo Tempio: 12 è l'età del Bar mitzvah, l'età della maturità, e 30 l'età formale per il sacerdozio, sebbene Gesù non fosse della tribù di Levi.
L'affermazione in Marco 6:3 che indica Gesù con "Non è costui il carpentiere...?" costituisce un riscontro al fatto che prima della predicazione Gesù aveva lavorato come falegname. Il tono del brano testamentario presuppone infatti una certa familiarità della gente locale con Gesù, avvalorando l'idea che egli fosse generalmente visto come un semplice falegname prima che iniziasse il suo ministero. Matteo 13:55 formula la domanda come "Non è egli forse il figlio del carpentiere?" indicando quindi la professione tektōn e facendo pensare a una ditta a conduzione famigliare cui Gesù partecipava prima di cominciare la sua predicazione e il suo ministero pubblico.
Il silenzio dei Vangeli su Giuseppe durante gli anni della vita pubblica di Gesù fa ritenere che sia morto prima dell'inizio del ministero di Gesù; se così non fosse stato, la madre Maria non sarebbe stata presente da sola al momento della crocifissione del figlio. Il fatto che i suoi concittadini si ricordassero ancora di lui, indicando Gesù come il figlio del falegname (Matteo 13:55), fa pensare che Giuseppe non era morto da molti anni quando Gesù iniziò il suo ministero

### Nei testi apocrifi
Gli Apocrifi del Nuovo Testamento ed i primi pseudepigrapha cristiani conservano diverse narrazioni, spesso a carattere devozionale, che riempiono i "vuoti" della gioventù di Cristo. Charlesworth lo spiega con il fatto che i Vangeli canonici hanno lasciato un "vuoto narrativo" che molti hanno cercato di colmare.
Queste tradizioni non sono state inserite nel canone standard della cristianità, ma si sono conservate in fonti georgiane, armene e copte.

### Contesto di Galilea e Giudea
La documentazione storiografica sul grande numero di operai impiegati nella ricostruzione di Zippori nel I secolo ha portato Batey e altri a suggerire che, quando Gesù era adolescente o giovane adulto, possa aver lavorato non solo nel piccolo villaggio di Nazaret, ma anche in questa vicina città.
A parte l'occupazione secolare, sono stati fatti alcuni tentativi di ricostruire le circostanze teologiche e rabbiniche degli "anni sconosciuti", che potrebbero avere influenzato la formazione di Gesù. Subito dopo la scoperta dei Manoscritti del Mar Morto, lo scrittore Edmund Wilson (1955) suggerì che Gesù poteva aver studiato con gli esseni, supportato dall'unitariano Charles F. Potter (1958) e altri. Altri autori hanno adottato l'opinione che la predominanza dei farisei in Giudea in quel periodo, e i contatti successivi di Gesù con questo gruppo, rende più probabile una formazione farisaica, come nel caso di Flavio Giuseppe, che studiò con tutti e tre i gruppi: farisei, sadducei ed esseni.

### Ricostruzione di una vita ordinaria in Palestina
Basandosi sulle informazioni storiche disponibili sulla vita in Palestina all'epoca di Gesù, Robert Aron ha provato a ricostruirne l'infanzia e la giovinezza. A quell'epoca, Nazaret era un piccolo villaggio rurale abitato esclusivamente da ebrei, con una piccola sinagoga gestita dai farisei. In un ambiente del genere, la vita di un bambino e poi di un giovane era sostanzialmente uguale a quella degli altri e non aveva nulla di eccezionale. Fino a cinque anni, i bambini erano affidati alle cure della madre, poi cominciavano l'istruzione religiosa in sinagoga e iniziavano ad apprendere il mestiere del padre. A dodici anni, i bambini che preparavano la loro iniziazione religiosa, il bar mitzvah, si recavano con la famiglia al Tempio di Gerusalemme, dove potevano incontrare i dottori della legge e discutere con loro; per Aron, l'episodio del ritrovamento di Gesù al Tempio narrato nel Vangelo di Luca non rientra nella norma sol perché avviene all'insaputa dei genitori e si prolunga per tre giorni. Rientrato a Nazaret con la famiglia, Gesù ha trascorso il suo tempo lavorando con Giuseppe, partecipando alle cerimonie religiose in sinagoga e studiando le scritture ebraiche. Aron ipotizza che successivamente Gesù sia diventato un dottore della legge, svolgendo la sua attività nella sinagoga di Nazaret; all'epoca, a differenza dei sacerdoti che svolgevano l'attività a tempo pieno, i dottori della legge esercitavano un mestiere (si pensi a San Paolo che era un fabbricante di tende) e trascorrevano alcune ore della giornata in sinagoga insegnando la legge e discutendo con gli altri dottori della legge. In occasione delle grandi feste ebraiche, come la pasqua e la festa delle capanne, è ipotizzabile che Gesù, come gli altri ebrei osservanti, si recava al Tempio di Gerusalemme, dove avrà avuto occasione di incontrare gli esponenti di altre correnti religiose, come i sadducei e gli zeloti, e di discutere con loro. Secondo l'ipotesi di Aron, i cosiddetti anni oscuri di Gesù sono in realtà anni normalissimi e i Vangeli non ne parlano perché non vi sono episodi degni di nota che la rendano diversa da quella di un qualsiasi altro giovane ebreo, il cui tipo di vita all'epoca era ben noto. Secondo Aron, l'unico evento di rilievo della vita di Gesù a Nazaret è costituito dalla morte di Giuseppe, ma non si trattava di un evento straordinario per le famiglie ebraiche dell'epoca: in casi del genere, era previsto che il primogenito venisse promosso capofamiglia e spettasse a lui subentrare nell'attività lavorativa del padre e occuparsi della famiglia. Aron sottolinea che la vita di Gesù diventa diversa dagli altri quando, maturate le sue idee religiose, decide di lasciare Nazaret e cominciare la sua predicazione; è proprio allora che comincia la narrazione dei Vangeli.

### Gesù e gli esseni
Diversi studiosi, a partire da Ernest Renan hanno ipotizzato che Gesù abbia trascorso i suoi anni sconosciuti in una comunità degli esseni e poi ne sia uscito, iniziando la sua predicazione. Dato che tra gli esseni vi erano comunità monastiche dove si praticava il celibato, quest'ipotesi spiegherebbe il celibato di Gesù. Oggi si ritiene probabile che Gesù sia venuto in contatto con gli esseni e ciò potrebbe essere avvenuto anche tramite Giovanni il Battista, che ha probabilmente fatto parte della comunità. Vari studiosi ritengono però che Gesù potrebbe avere subito dagli esseni un'influenza indiretta, ma non era uno di loro; anche l'ipotesi che abbia vissuto nella loro comunità a Qumran viene giudicata infondata. Per quanto riguarda la questione del celibato, Hans Küng ha fatto notare che anche se fra gli ebrei il celibato non era ben visto, ci sono stati dei grandi personaggi della storia ebraica che sono stati celibi, come i profeti Elia e Geremia e lo stesso San Paolo, che prima di convertirsi al cristianesimo era un personaggio di rilievo nel Tempio di Gerusalemme; anche un rabbino poteva restare celibe, come dimostra il caso di Simeon ben Azzai. Ciò dimostra che nell'ebraismo il celibato era una scelta rara, ma fattibile.

## Leggende medioevali e teorie alternative

### Gesù in Britannia
I racconti di Gesù che visita la Britannia da ragazzo sono una creazione medievale basata sulle leggende connesse a Giuseppe di Arimatea. Durante il tardo XII secolo, Giuseppe di Arimatea venne collegato col ciclo arturiano, apparendovi come il primo custode del Santo Graal. Questa idea appare la prima volta in Joseph d'Arimathie di Robert de Boron, dove Giuseppe riceve il Graal da un'apparizione di Gesù e lo invia coi suoi seguaci in Britannia. Questo tema viene elaborato ulteriormente in episodi successivi che Boron produsse e in altre opere arturiane scritte da altri.
Alcune leggende arturiane sostengono che Gesù andò in Britannia da ragazzo e visse a Priddy, un villaggio sulle colline Mendips, nel Somerset, a costruì la prima cabina di arbusti a Glastonbury. Il poema del XIX secolo di William Blake And did those feet in ancient time fu ispirato dalla storia di Gesù che si recò in Britannia. In alcune versioni, Giuseppe era apparentemente un mercante di stagno e si prese cura di Gesù quando sua madre Maria divenne vedova. Il teologo Gordon Strachan (1934–2010) nel 1998 scrisse l'opera Jesus the Master Builder: Druid Mysteries and the Dawn of Christianity (Gesù, Maestro Costruttore: misteri druidi e gli albori del Cristianesimo) (1998), che è stata la base di un documentario TV intitolato And Did Those Feet (2009). Strachan credeva che Gesù si fosse recato in Britannia per studiare insieme ai Druidi.

### Gesù e l'India
In passato sono state proposte alcune idee suggestive su possibili viaggi di Gesù in India, legate a nuove correnti spirituali, all'ipotesi di legami tra il primo cristianesimo e la religiosità indiana, o basate sul presunto ritrovamento di manoscritti.

#### Le ipotesi proposte in passato

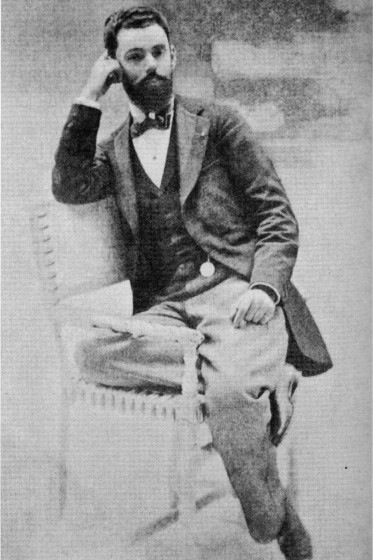
Nicolas Notovitch

L'idea di influenze indiane su Gesù (e il Cristianesimo) è stata proposta nel 1869 da Louis Jacolliot (1837–1890), che comunque non sosteneva che Gesù avesse viaggiato in India. L'autore confrontò i resoconti della vita di Bhagavan Krishna con quella di Gesù narrata nei vangeli e rimase affascinato dalla presenza di numerose somiglianze. Ipotizzò quindi che i racconti evangelici erano un mito basato sulla mitologia dell'antica India. Tuttavia, Jacolliot confrontava due diversi periodi storici (o mitologici); inoltre usava la grafia "Christna" invece di "Krishna" e sosteneva che i discepoli di Krishna gli avessero dato il nome di "Jezeus", un nome che vorrebbe dire "pura essenza" in sanscrito. Tuttavia, secondo l'orientalista Max Müller questo non sarebbe affatto un termine sanscrito e fu "semplicemente inventato" da Jacoillot.
Nel 1887 un corrispondente di guerra russo, Nicolas Notovitch, fu autore di una truffa: affermò infatti che, mentre si trovava in un monastero buddhista in India, sarebbe venuto a sapere di un documento, poi rivelatosi falso, intitolato "Vita di Sant'Issa, il migliore dei Figli degli Uomini" - essendo Isa il nome arabo di Gesù. Gli scritti di Notovitch provocarono numerose polemiche, dalla quale l'autore uscì a pezzi: gli studiosi del tempo non gli risparmiarono critiche e gli stessi monaci negarono di averlo mai incontrato. Dopo aver inizialmente ribattuto alle accuse, Notovitch confessò di aver falsificato le prove.
Nel 1908 il predicatore americano Levi H. Dowling (1844-1911) pubblicò Aquarian Gospel of Jesus the Christ (Vangelo Acquariano di Gesù Cristo) che disse essergli stato canalizzato da un essere soprannaturale chiamato "Akashic Records (Registro Akasico)" quale vera storia della vita di Gesù, inclusi i 'perduti' diciotto anni silenziosi del Nuovo Testamento." La narrazione di Dowling segue il giovane Gesù attraverso India, Tibet, Persia, Assiria (corrispondente alla parte nord dell'attuale Iraq), Grecia ed Egitto. L'opera di Dowling è stata successivamente usata da Holger Kersten (n. 1951), che l'ha combinata con elementi derivati da altre fonti, tra cui le credenze Ahmadiyya.
Nel 1955 venne pubblicato Il libro di Urantia, riguardante argomenti di natura spirituale (comprendenti anche il racconto degli anni sconosciuti di Gesù) che secondo il dottor William S. Sadler erano stati canalizzati da esseri celesti. Secondo il racconto del libro, Gesù rimase a Nazaret dopo la morte di Giuseppe finché il fratello Giacomo fu in grado di prendere il suo posto; a questo punto gli lasciò la falegnameria e la cura della famiglia e andò via. Dopo un breve soggiorno a Cafarnao, Gesù viaggiò nel Mediterraneo attraverso Siria, Grecia, Egitto, Nordafrica e Italia, visitando città importanti come Damasco, Atene, Alessandria d'Egitto, Cartagine e Roma; tornato in patria, ripartì alla volta della Mesopotamia e della Persia, poi tornò definitivamente in Galilea e diede inizio alla sua missione. Secondo il racconto contenuto in questo libro, Gesù non si recò direttamente in India, ma ne apprese indirettamente la cultura e la religione attraverso colloqui con indiani che conobbe durante i suoi viaggi.

#### Gli studi moderni
La ricerca storica moderna esclude che Gesù abbia compiuto viaggi in India e considera tali ipotesi prive di base storica.
In particolare, Marcus Borg afferma che le asserzioni di un Gesù adulto che abbia viaggiato in Egitto o India e sia venuto in contatto col Buddhismo sono "senza fondamento storico" e Robert Van Voorst ribadisce che la ricerca moderna è "quasi unanimemente d'accordo" nel sostenere che i viaggi di Gesù in Tibet, Kashmir o India non contengono "nulla di valore". Anche John Dominic Crossan rileva come nessuna delle teorie presentate sui viaggi di Gesù per colmare il divario tra i suoi primi anni di vita e l'inizio del suo ministero sia supportati da studi moderni. Elaine Pagels comunque ricorda come alcune tradizioni associno l'apostolo Tommaso a un viaggio in India e in passato ha espresso l'opinione che, in linea teorica, "è possibile che Gesù sia andato in India; noi semplicemente non possiamo saperlo". Leslie Houlden rileva però che sebbene siano stati evidenziati paralleli tra gli insegnamenti di Gesù e di Buddha, tali paragoni sono emersi solo dopo i contatti missionari del XIX secolo e non esiste nessuna prova storicamente attendibile di contatti tra buddhismo e Gesù. Anche Paula Fredriksen afferma che nessuna opera di studio seria pone Gesù fuori del contesto del Giudaismo palestinese del I secolo.

#### L'ipotesi nella cultura di massa
Per quanto non fondata storicamente, l'idea di un viaggio di Gesù in India ha avuto un discreto successo nella cultura popolare, che si è tradotto nella produzione di romanzi, documentari e film per la TV.

## Vita dopo la crocifissione

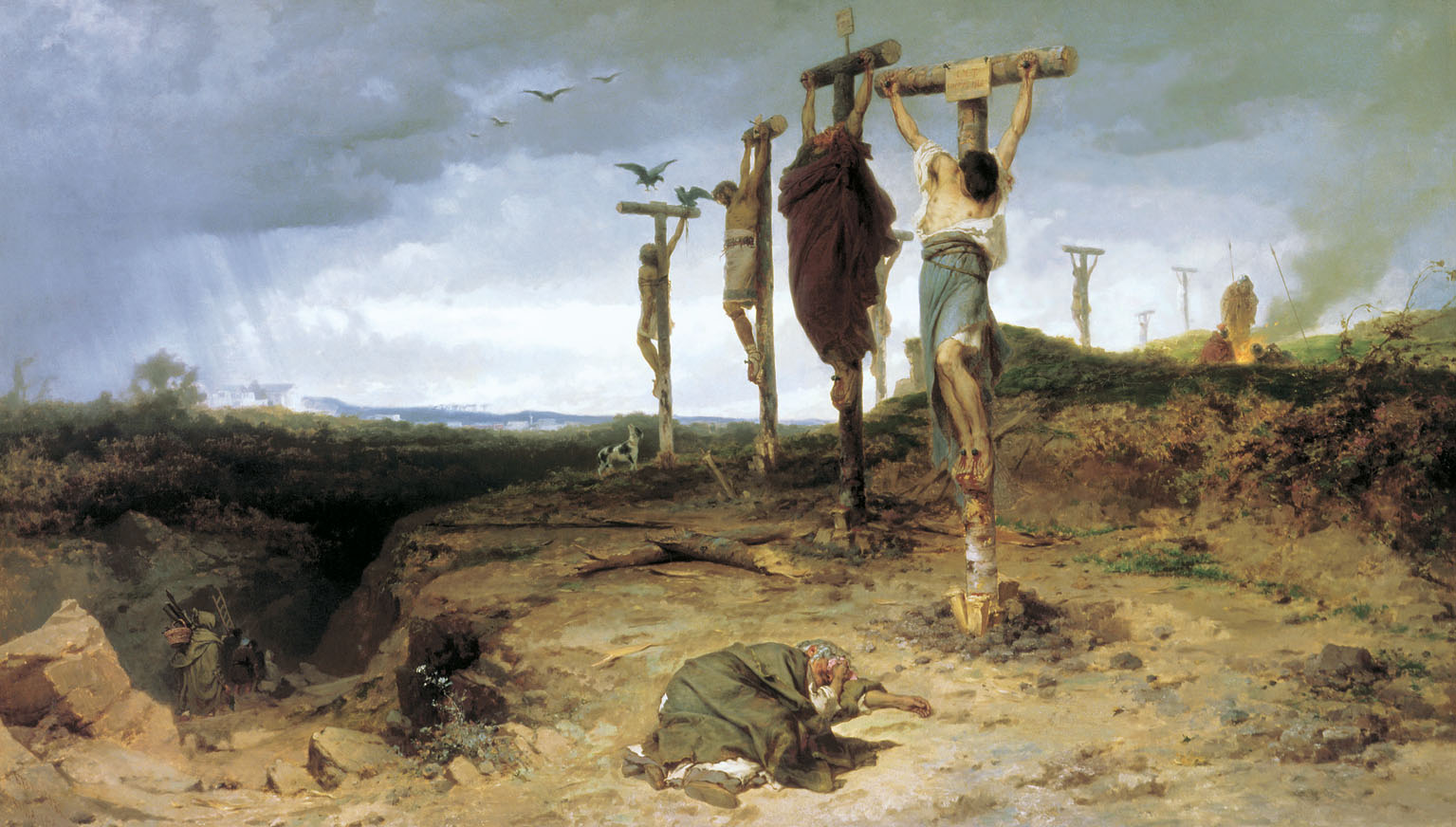
Esecuzione romana di schiavi con crocifissione (dipinto di Fedor Bronnikov, 1878)

L'uso di "anni perduti" è stato talvolta associato a speculazioni su una ipotetica sopravvivenza di Gesù alla crocefissione e a una sua seguente vita terrena nel Kashmir, a Roma o in Giudea. Tali ipotesi, che suggeriscono in genere uno svenimento durante il supplizio, sono comunque rifiutate dagli studiosi.
Mirza Ghulam Ahmad, che ha fondato in ambito islamico il movimento Ahmadiyya, in un suo scritto del 1899 sostiene ad esempio che Gesù morì nel Kashmir all'età di centoventi anni. Anche in ambito esoterico è stato talvolta diffusa l'idea di una vita di Gesù in India. Questa idea è però respinta come leggenda o fantasia senza base storica da parte degli studiosi.
Altre ipotesi cercano di spiegare la resurrezione di Gesù, asserendo che egli non morì sulla croce, ma solo perse coscienza ("svenne/cadde in deliquio") e fu in seguito rianimato mentre si trovava nella tomba. Rifiutata dagli studiosi moderni, questa teoria è stata inizialmente proposta, intorno al 1780, dal teologo tedesco Karl Friedrich Bahrdt per essere quindi rielaborata all'inizio dell'Ottocento nell'ottica di una "società segreta" o di un coma temporaneo. Non godono del credito degli studiosi nemmeno altre ipotesi avanzate nel XX secolo, che speculano ad esempio su una ipotetica corruzione di Ponzio Pilato o su altre teorie dello svenimento. Improbabili ma suggestive infine le ipotesi che vorrebbero Gesù impegnato nell'assedio di Masada o in crociera nel Mediterraneo con Maria Maddalena, tema poi ripreso in opere di fantasia da numerosi romanzieri, tra cui Dan Brown.

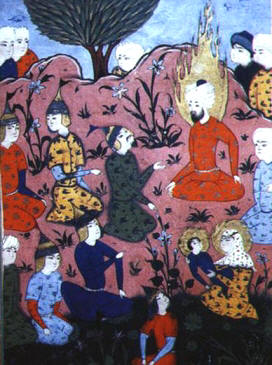
Il Gesù persiano (Isa) - miniatura del Discorso della Montagna

Particolare diffusione nel mondo islamico ha avuto recentemente la predicazione di Ahmed Deedat, che ripropone comunque la lettura coranica per la quale Gesù non è morto ma è asceso al Cielo.
Per gli studiosi moderni, sia storici che medici, Gesù era definitivamente morto quando fu levato dalla croce; non ci sono supporti storici e scientifici a supporto dell'ipotesi di una sua morte apparente. Del resto già in passato questa tesi era stata rifiutata, come evidenziato nel XIX secolo dal teologo razionalista David Friedrich Strauß, che scrisse: "È impossibile che un essere umano scampato mezzo morto fuori del sepolcro, strisciando debole e infermo e in necessità di trattamento medico ... potesse aver dato ai discepoli l'impressione di essere il trionfatore della morte e della tomba, il Principe della vita: impressione che poi si ritrova alla base del loro futuro ministero".
Utilizzando gli scritti del fisiologo e sacerdote dublinese del XIX secolo Samuel Haughton, il commentatore biblico Frederick Charles Cook e lo scrittore evangelicista Josh McDowell sostengono che la morte di Gesù nel Vangeli non poteva essere fabbricata, poiché il testo dimostra conoscenze mediche non disponibili al momento dell'accaduto. Haughton scrisse che la descrizione nel Vangelo di Giovanni del flusso di "sangue e acqua", dopo che il soldato trafisse il fianco di Gesù con la lancia, era estremamente previdente: "... con i casi precedenti la maggior parte degli anatomisti che hanno dedicato la loro attenzione a questo tema sono familiari, ma i due casi seguenti, anche se facilmente spiegabili su principi fisiologici, non sono registrati nei libri (tranne che da San Giovanni). Né ho avuto la fortuna di riscontrarli".
In un recente studio, anche W. D. Edwards, W. J. Gabel e F. E. Hosmer hanno concluso che Gesù era morto quando fu deposto dalla croce.
Gesù venne sepolto il giorno stesso della sua morte. La legge religiosa ebraica (Halakhah) generalmente vieta infatti l'imbalsamazione e quindi gli ebrei in generale seppelliscono i loro morti al più presto: "le sepolture ebraiche hanno luogo il più rapidamente possibile, seguendo un principio di onorare i morti (k'vod hamet)".